# Estadio Luis Alberto Salinas Tanasio
Das Estadio Luis Alberto Salinas Tanasio ist ein Fußballstadion in der paraguayischen Stadt Itauguá. Es wurde 1965 erbaut und eröffnet. 2003 wurde es renoviert. Heute fasst es 8000 Zuschauer. Der Fußballverein Club 12 de Octubre trägt hier seine Heimspiele aus.
Im März 2016 wurde nach dem Tod von Luis Salinas, ehemaliger Bürgermeister von Itauguá und Präsident vom Club 12 de Octubre, das Stadion von Estadio Juan Canuto Pettengill in Estadio Luis Alberto Salinas Tanasio umbenannt.

## Galerie

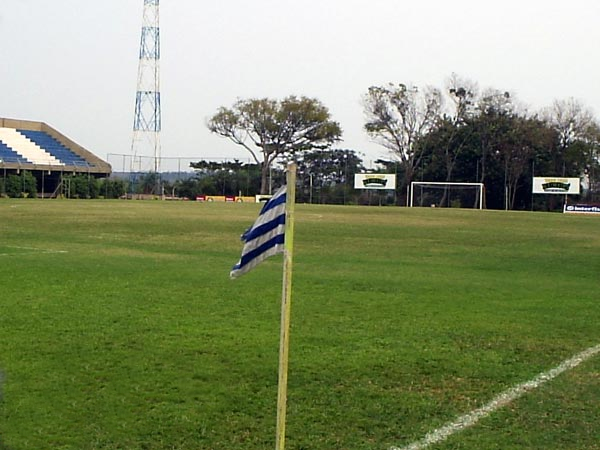
Südseite vor dem Bau der Südtribüne (Dezember 2010)
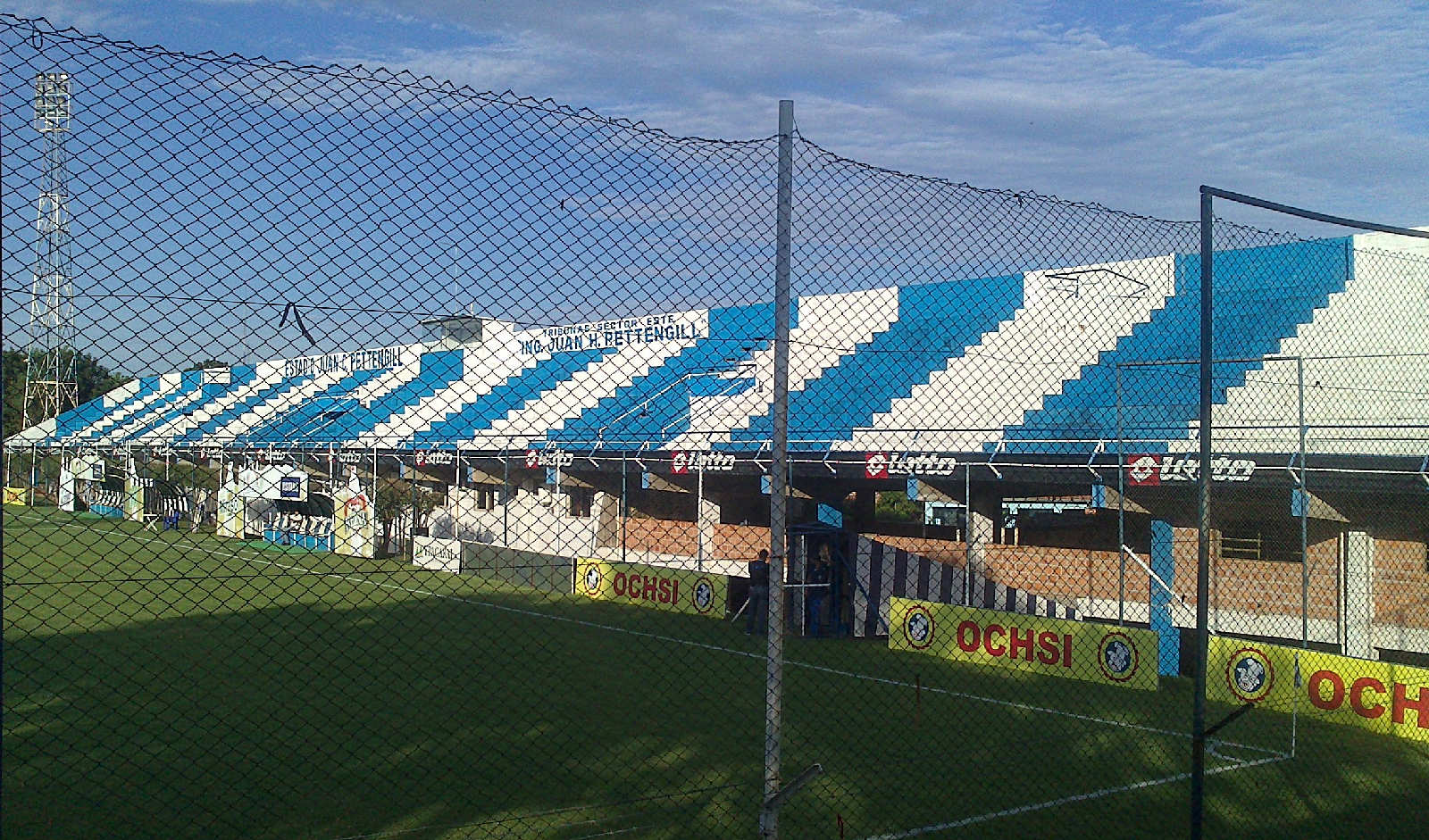
Osttribüne des Stadions im Februar 2015